# Relais 4 × 200 mètres nage libre masculin aux Jeux olympiques d'été de 2012
Navigation
Pékin 2008 Rio de Janeiro 2016
L'épreuve de relais 4 × 200 m nage libre hommes des Jeux olympiques d'été de 2012 a eu lieu le 31 juillet au London Aquatics Centre.

## Qualification
Pour participer à cette épreuve qui comprend 16 équipes qui représentent chacune un pays, les pays devaient soit faire partie des 12 meilleures équipes des Championnats du monde de natation 2011 dans cette épreuve soit des quatre équipes non encore qualifiés les plus rapides dans les 15 mois précédant les Jeux.

## Records
Avant cette compétition, les records dans cette discipline étaient les suivants :
| Record du monde  | 6 min 58 s 55 | États-Unis Michael Phelps (1 min 44 s 49) Ricky Berens (1 min 44 s 13) David Walters (1 min 45 s 47) Ryan Lochte (1 min 44 s 46)    | 31 juillet 2009 | Rome (Italie) | ,     |
| Record olympique | 6 min 58 s 56 | États-Unis Michael Phelps (1 min 43 s 31) Ryan Lochte (1 min 44 s 28) Ricky Berens (1 min 46 s 29) Peter Vanderkaay (1 min 44 s 68) | 13 août 2008    | Pékin (Chine) | [ 4 ] |

## Médaillés
| Or | Argent                                                                            | Bronze                                                       |
| États-Unis Ryan Lochte Conor Dwyer Ricky Berens Michael Phelps Charlie Houchin Matt McLean Davis Tarwater | France Amaury Leveaux Grégory Mallet Clément Lefert Yannick Agnel Jérémy Stravius | Chine Hao Yun Li Yunqi Haiqi Jiang Sun Yang Lu Zhiwu Dai Jun |

## Résultats

### Finale (31 juillet au soir)
| Rang                                | Ligne | Nation          | Nageurs | Temps         | Notes |
| ----------------------------------- | ----- | --------------- | --- | ------------- | ----- |
| Médaille d'or, Jeux olympiques      | 4     | États-Unis      | Ryan Lochte (1 min 45 s 15) Conor Dwyer (1 min 45 s 23) Ricky Berens (1 min 45 s 27) Michael Phelps (1 min 44 s 05)          | 6 min 59 s 70 |       |
| Médaille d'argent, Jeux olympiques  | 5     | France          | Amaury Leveaux (1 min 46 s 70) Grégory Mallet (1 min 46 s 83) Clément Lefert (1 min 46 s 00) Yannick Agnel (1 min 43 s 24)   | 7 min 02 s 77 | RN    |
| Médaille de bronze, Jeux olympiques | 7     | Chine           | Hao Yun (1 min 47 s 12) Li Yunqi (1 min 46 s 46) Jiang Haiqi (1 min 47 s 17) Sun Yang (1 min 45 s 55)                        | 7 min 06 s 30 |       |
| 4                                   | 3     | Allemagne       | Paul Biedermann (1 min 46 s 15) Dimitri Colupaev (1 min 46 s 36) Tim Wallburger (1 min 47 s 48) Clemens Rapp (1 min 46 s 60) | 7 min 06 s 59 |       |
| 5                                   | 6     | Australie       | Thomas Fraser-Holmes (1 min 46 s 13) Kenrick Monk (1 min 46 s 67) Ned McKendry (1 min 47 s 60) Ryan Napoleon (1 min 46 s 60) | 7 min 07 s 00 |       |
| 6                                   | 2     | Grande-Bretagne | Robbie Renwick (1 min 46 s 93) Ieuan Lloyd (1 min 47 s 40) Rob Bale (1 min 47 s 45) Ross Davenport (1 min 47 s 55)           | 7 min 09 s 33 |       |
| 7                                   | 1     | Afrique du Sud  | Darian Townsend (1 min 47 s 25) Sebastien Rousseau (1 min 47 s 36) Chad le Clos (1 min 47 s 15) Jean Basson (1 min 47 s 89)  | 7 min 09 s 65 |       |
| 8                                   | 8     | Hongrie         | Dominik Kozma (1 min 46 s 94) László Cseh (1 min 48 s 06) Peter Bernek (1 min 48 s 74) Gergő Kis (1 min 49 s 92)             | 7 min 13 s 66 |       |

### Séries (31 juillet le matin)
| Rang | Série | Ligne | Nation           | Nageurs | Temps         | Notes |
| ---- | ----- | ----- | ---------------- | --- | ------------- | ----- |
| 1    | 2     | 4     | États-Unis       | Charlie Houchin (1 min 48 s 22) Matt McLean (1 min 46 s 68) Davis Tarwater (1 min 46 s 33) Conor Dwyer (1 min 45 s 52)               | 7 min 06 s 75 | Q     |
| 2    | 1     | 4     | France           | Jérémy Stravius (1 min 47 s 42) Grégory Mallet (1 min 47 s 56) Amaury Leveaux (1 min 47 s 87) Clément Lefert (1 min 46 s 33)         | 7 min 09 s 18 | Q     |
| 3    | 1     | 5     | Allemagne        | Tim Wallburger (1 min 48 s 10) Dimitri Colupaev (1 min 47 s 47) Clemens Rapp (1 min 48 s 04) Paul Biedermann (1 min 45 s 62)         | 7 min 09 s 23 | Q     |
| 4    | 2     | 3     | Australie        | David McKeon (1 min 48 s 25) Cameron McEvoy (1 min 47 s 89) Ned McKendry (1 min 47 s 55) Ryan Napoleon (1 min 46 s 81)               | 7 min 10 s 50 | Q     |
| 5    | 2     | 6     | Grande-Bretagne  | David Carry (1 min 48 s 82) Ross Davenport (1 min 47 s 59) Rob Bale (1 min 49 s 85) Robbie Renwick (1 min 46 s 44)                   | 7 min 10 s 70 | Q     |
| 6    | 2     | 5     | Chine            | Lü Zhiwu (1 min 48 s 83) Li Yunqi (1 min 47 s 27) Jiang Haiqi (1 min 47 s 56) Dai Jun (1 min 47 s 69)                                | 7 min 11 s 35 | Q     |
| 7    | 1     | 8     | Afrique du Sud   | Darian Townsend (1 min 48 s 09) Jean Basson (1 min 48 s 12) Sebastien Rousseau (1 min 47 s 67) Chad le Clos (1 min 47 s 63)          | 7 min 11 s 51 | Q     |
| 8    | 1     | 2     | Hongrie          | Dominik Kozma (1 min 47 s 24) Peter Bernek (1 min 48 s 94) László Cseh (1 min 48 s 19) Gergő Kis (1 min 47 s 27)                     | 7 min 11 s 64 | Q     |
| 9    | 1     | 3     | Japon            | Yuki Kobori (1 min 48 s 00) Sho Sotodate (1 min 47 s 30) Chiaki Ishibashi (1 min 48 s 38) Yuya Horihata (1 min 48 s 06)              | 7 min 11 s 74 |       |
| 10   | 2     | 1     | Russie           | Artem Lobuzov (1 min 48 s 30) Evgeny Lagunov (1 min 47 s 40) Mikhail Polishchuk (1 min 48 s 82) Alexander Sukhorukov (1 min 47 s 34) | 7 min 11 s 86 |       |
| 11   | 1     | 6     | Italie           | Gianluca Maglia (1 min 48 s 39) Alex Di Giorgio (1 min 47 s 93) Riccardo Maestri (1 min 47 s 94) Marco Belotti (1 min 48 s 53)       | 7 min 12 s 69 |       |
| 12   | 2     | 8     | Belgique         | Dieter Dekoninck (1 min 48 s 62) Glenn Surgeloose (1 min 48 s 22) Louis Croenen (1 min 49 s 32) Pieter Timmers (1 min 48 s 28)       | 7 min 14 s 44 |       |
| 13   | 1     | 1     | Danemark         | Daniel Skaaning (1 min 48 s 98) Pál Joensen (1 min 49 s 40) Anders Lie (1 min 47 s 59) Mads Glæsner (1 min 49 s 07)                  | 7 min 15 s 04 |       |
| 14   | 2     | 7     | Canada           | Blake Worsley (1 min 48 s 23) Colin Russell (1 min 48 s 54) Tobias Oriwol (1 min 49 s 24) Alec Page (1 min 49 s 21)                  | 7 min 15 s 22 |       |
| 15   | 1     | 7     | Nouvelle-Zélande | Matthew Stanley (1 min 47 s 88) Steven Kent (1 min 49 s 92) Dylan Dunlop-Barrett (1 min 49 s 51) Andrew McMillan (1 min 49 s 87)     | 7 min 17 s 18 |       |
| 16   | 2     | 2     | Autriche         | David Brandl (1 min 49 s 80) Christian Scherübl (1 min 48 s 64) Markus Rogan (1 min 48 s 13) Florian Janistyn (1 min 51 s 37)        | 7 min 17 s 94 |       |